# Bibliothèque du comté de Broward

Location : comté de Broward, Floride, États-Unis

La bibliothèque du comté de Broward (en anglais Broward County Library) est constituée d'un réseau de bibliothèques publiques dans le comté de Broward, en Floride, aux États-Unis. 
Le réseau compte 38 succursales. La bibliothèque principale est celle de Fort Lauderdale, ouverte en 1974.  
La mission de l'institution est de « fournir un accès pratique à une gamme complète de services innovants et rentables qui répondent aux besoins changeants des habitants du comté de Broward en matière d’information, d’éducation et de loisirs ». À son ouverture, la bibliothèque était dotée d’un budget de 1,5 million de dollars USD. Ce budget a graduellement augmenté jusqu’à 29 millions de dollars en 1996. Le budget adopté en 2020 pour les bibliothèques du comté de Broward est de 69 millions de dollars. 

## Service de prêt de tablettes
En 2017, la bibliothèque démarre un projet pilote de prêt de 300 tablettes tactiles. Cette initiative se fait en partenariat avec l’entreprise T-Mobile, la division de services technologiques aux entreprises du comté, la commission scolaire du comté et le centre d’emploi CareerSource Broward. Des familles dont le revenu est sous 36 273 $ US ont été sélectionnées pour recevoir une tablette. L’objectif est de réduire la fracture numérique et de donner accès à la technologie aux gens dans le besoin.  

## Partenariat avec l’aéroport international de Fort Lauderdale-Hollywood
Depuis 2011, les voyageurs passant par l’aéroport international de Fort Lauderdale-Hollywood ont la possibilité de télécharger des livres numériques lors de l’attente pour la récupération des bagages. Il n’est pas nécessaire d’avoir un abonnement à la bibliothèque, le service est offert à toute personne ayant un appareil mobile. Les documents en question sont des œuvres libres de droits publiées avant 1923.   

## Prix et distinctions
Depuis son ouverture, le réseau de bibliothèques s’est vu décerner plusieurs prix en lien avec la qualité de ses projets et services, avec entre autres :  
- Prix de l’alphabétisation de l'État 2019 pour le projet Ateliers 101 sur les compétences de vie d'adulte — Remis par la Bibliothèque du Congrès[7]
- Top 10 des meilleurs innovateurs 2018 — Remis par le Conseil des bibliothèques urbaines[7]
- Prix d’excellence 2017 pour le bulletin de mise à jour WoW — Remis par la NACIO (Association nationale des agents d’information du comté)[7]
- Bibliothèque de l'année 2015 - Remis par l'Association des bibliothèques de Floride[8]
- Prix Betty Davis Miller des services à la jeunesse 2015 pour la programmation pour adolescents - Remis par l'Association des bibliothèques de Floride[8]
- Prix Libraries Mean Business 2015 - Remis par l'Association des bibliothèques de Floride[8]